# Ballistische Elektronenemissionsmikroskopie

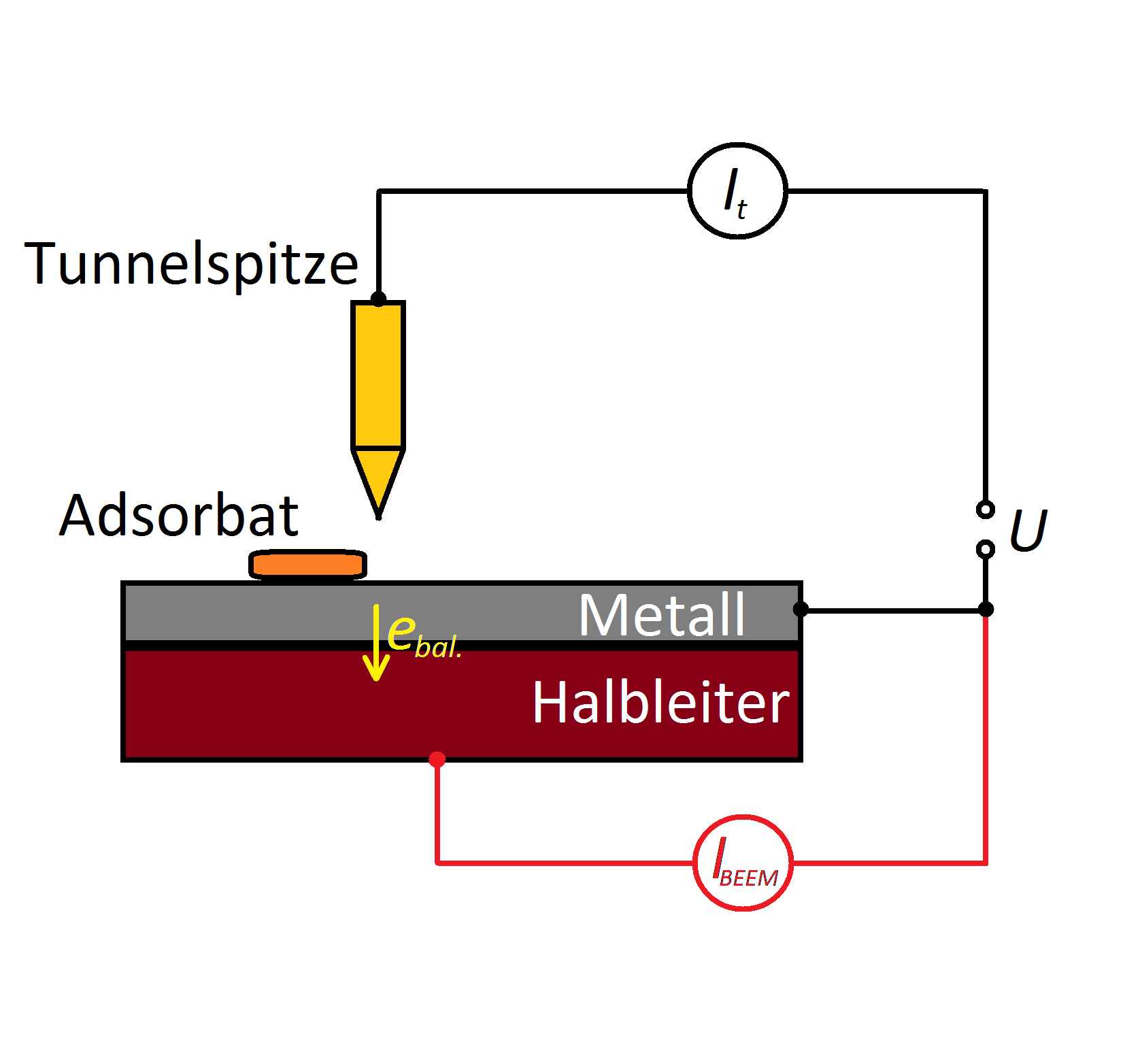
Skizze der ballistischen Elektronenemissionsmikroskopie

Die ballistische Elektronenemissionsmikroskopie (kurz BEEM) ist eine Abwandlung der Rastertunnelmikroskopie, sie wurde 1988 durch L. Douglas Bell and William J. Kaiser entwickelt. Mit Hilfe von BEEM lässt sich die Schottky-Barriere an der Grenzfläche eines Metalls zu einem Halbleiter mit einer Nanometer-hohen lateralen Auflösung untersuchen.

## Messprinzip
Man benutzt als Probe eine Schottky-Diode, die aus einem Metallfilm auf einem Halbleitersubstrat besteht. Zwischen dem Metall und dem Halbleiter bildet sich eine Schottky-Barriere {\displaystyle \varphi _{\text{SB}}} aus, die Elektronen mit einer Energie {\displaystyle \varphi _{\text{SB}}\leqq E} nicht überwinden können. Man injiziert über eine Tunnelspitze Elektronen in die Metallseite der Schottky-Diode. Die anliegende Tunnelspannung {\displaystyle U} definiert dabei die Elektronenenergie {\displaystyle E}. Im Metallfilm können die Elektronen gestreut werden, wobei sie dabei mindestens 50 % ihrer Energie verlieren. Wählt man nun die Elektronenergie der Art, dass  {\displaystyle \varphi _{\text{SB}}<E<2\varphi _{\text{SB}}} ist, wirkt die Schottkybarriere als Energiefilter für die gestreuten Elektronen. Nur Elektronen ohne Richtungs- und Energieänderung schaffen es über die Schottkybarriere. Man nennt diese Elektronen daher auch ballistisch, weil sie sich wie Gewehrkugeln durch den Metallfilm ausbreiten. Für das Verhältnis des Strom der BEEM-Elektronen {\displaystyle I_{\text{BEEM}}} zum Gesamttunnelstrom {\displaystyle I_{t}}  gilt im Rahmen eines Konstant-Strom-Experiments
{\displaystyle {\frac {I_{\text{BEEM}}}{I_{\text{t}}}}=w{\frac {(U-\varphi _{\text{SB}})^{2}}{U}}.}
{\displaystyle w} beschreibt dabei den Durchsatz an ballistischen Elektronen, die überhaupt die Schottkybarriere erreichen. Wenn man an einem Ort der Probe mit der Tunnelspitze die Tunnelspannung durchfährt, erhält man ein sogenanntes ballistisches Elektronemissionsspektrum (BEES).

## Anwendung
Mit BEES lässt sich die Schottky-Barriere sehr genau vermessen (ca. 0,02 eV genau). Des Weiteren kann man die Eigenschaften und laterale Variation des Elektronenstroms durch die Grenzfläche zwischen Metall und Halbleiter mittels BEEM untersuchen. Aus dem BEEM-Durchsatz {\displaystyle w} für verschiedene Metallfilmdicken lässt sich die mittlere freie Weglänge im Metall bestimmen. Außerdem lassen sich die ballistischen Eigenschaften von Adsorbaten auf der Schottky-Barriere untersuchen.